# Molson Canadian

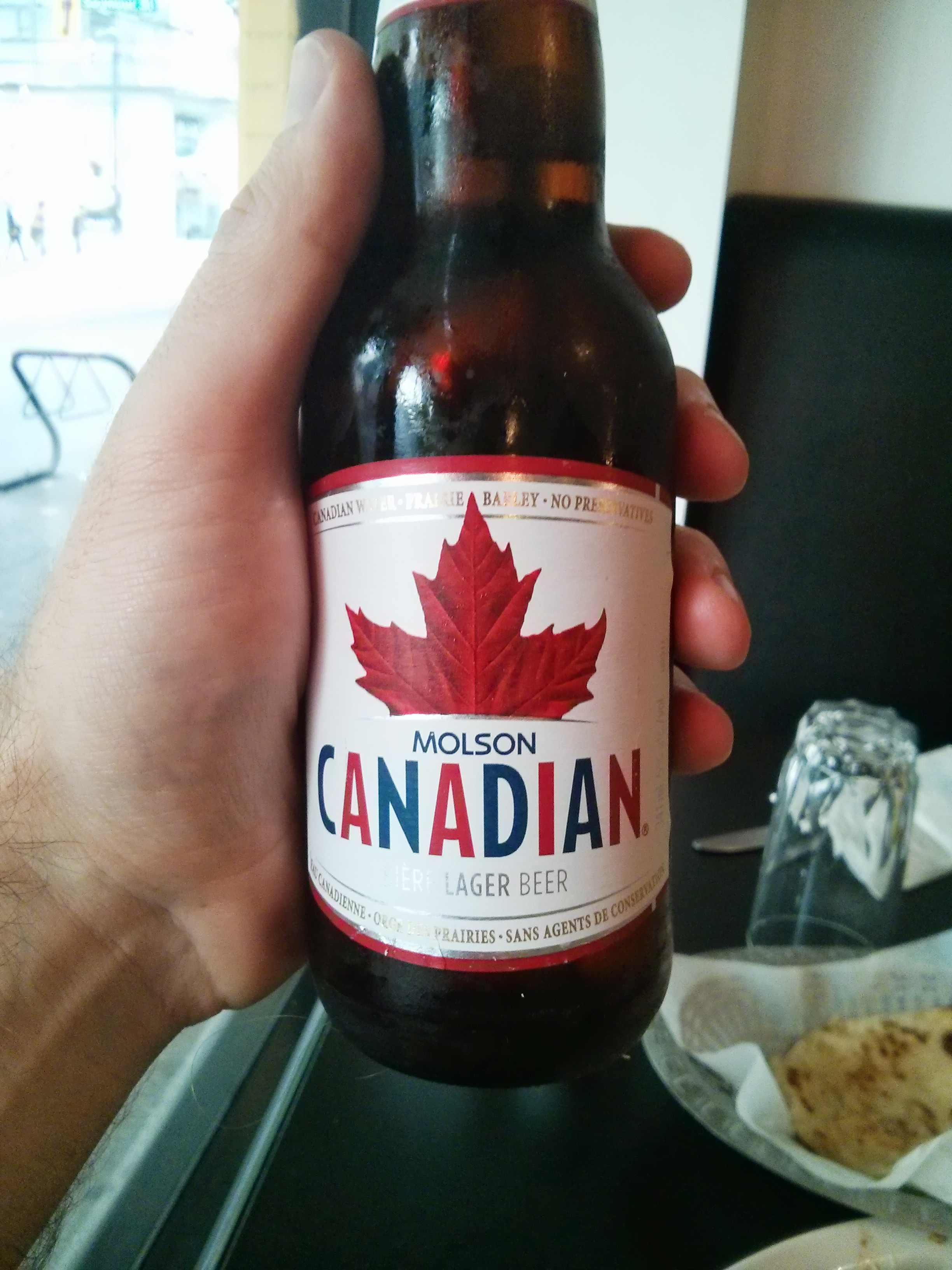
une bière Molson

Molson Canadian est une bière canadienne de type lager.